# Cardinale (drink)
Cardinale är en negroniliknande cocktail. Den är listad som en "Contemporary Classics", ungefär "Samtida klassiker", av International Bartenders Association. Drinken är gjord på gin, torr vermouth och bitter och serveras i ett old fashioned-glas.

## Historik
Drinken är från 1950-talet och har ursprungligen kopplats ihop med Harry's bar i Venedig, men det har senare blivit vedertaget att den komponerades på Hotel Excelsior i Rom av chefsbartendern Giovanni Raimondo. Det finns versioner där den första drinken blandades till en tysk kardinal, namngivna Schuman eller Schultz.
I en mer utvecklad historia blandades drinken första gången till den amerikanske kardinalen Francis Stellman. Det skulle ha varit under det katolska jubelåret 1950, när han frekventerade baren på Hotel Excelsior. Han brukade dricka sitt favoritvin, riesling, och vid ett tillfälle hade baren nästan slut på vinet och han erbjöd sig göra en specialdrink där vinet förstärktes med gin och bitter. I andra berättelser så drack Spellman återkommande en drink med riesling, bitter och gin kryddat med nejlika och kanel, vilket påminner om en äldre fransk cocktail kallad Cardinal. Bartendern ersatte vinet och kryddorna med torr vermouth, och döpte drinken till Cardinale efter Spellmans titel och den röda färgen som är förknippad med kardinaler.
Drinken fick sitt genomslag under 1960-talet, och var då populärare än den mindre söta Negroni, men blev senare nästan helt bortglömd. Den lyftes sedermera fram av bartendern Luca Di Franca, som började på Hotel Exelsiors bar, då omdöpt till Orum, andra halvan av 1990-talet. Han intresserade sig för drinken och dokumenterade dess historia. På Orum började den blandas och serveras från drinkvagn vid gästens bord, vilket var vanligt på 1950-talet. Den gjordes med rieslingvin och kryddor, där kryddorna adderades anpassat efter varje gäst. Luca Di Francas arbete ledde sedermera till att drinken listades av branschorganisationen International Bartenders Association år 2024, med det förenklade receptet med torr vermouth istället för kryddor och vin.